# Brettiella ovicellata
Brettiella ovicellata är en mossdjursart som beskrevs av Gordon 1984. Brettiella ovicellata ingår i släktet Brettiella och familjen Bugulidae. Inga underarter finns listade i Catalogue of Life.